# NOM (группа)
NOM (кор. 엔오엠, аббревиатура от No Other Man) — южнокорейская мужская группа, образованная JM Star Entertainment.
Они выпустили свой первый сингл «Pretty Sister» в сентябре 2013 года с пятью участниками: Аин, Ёнги, Кей, Ёхан и Ху.
4 сентября 2014 года в официальном фан-кафе было объявлено, что участник Ху уходит из группы. В следующем году Ёнги покинул группу, чтобы сосредоточиться на сольной деятельности. JM Star Entertainment одновременно объявило о добавлении двух других участников — Юнсу и Тити.
Группа была очень популярна на Филиппинах и Японии, но была расформирована 1 февраля 2016 года.

## История

### Предебют
До своего дебюта в NOM Ёнги был участником южнокорейской мужской группы Mr.Slam под сценическим именем Ёнчжин. Лидер группы Аин был учителем танцев у Ким Сори, участницы программы «Dancing 9» (Mnet). Ёхан состоял в танцевальной группе «Tonic», которая делала кавер-версии на песни таких групп как Block B.

### 2013—2015: «Pretty Sister», деятельность на Филиппинах, «You It’s You»
9 сентября 2013 года NOM выпустили свой первый сингл и музыкальное видео для «Pretty Sister» с участием молодого актёра Хван Мину, известного по музыкальному видео «Gangnam Style». В тот же день они выпустили танцевальную версию песни, которая была поставлена хореографом ReflexJun. Через несколько недель они объявили в своем официальном фан-кафе, что планируют посетить Филиппины до своего дебюта на сцене. Вернувшись в Корею, NOM выступили 23 октября 2013 года в музыкальной программе Show Champion (MBC Music).
27 января 2014 года NOM обнародовала через свое официальное фан-кафе, что выпустит видео о деятельности группы под названием «NOM TV». 8 февраля 2014 года они выпустили первый эпизод NOM TV через свой официальный аккаунт YouTube. В феврале NOM вернулись на Филиппины и провели благотворительные концерты вместе со скрипачкой Пак Ын Чжу. 26 марта 2014 года они провели свой первый фан-митинг, где в качестве специальных гостей выступили их коллеги по агентству группа Peach Girl.
4 апреля 2014 года NOM выпустили свой второй сингловый альбом «You it’s You». 21 мая 2014 года они вернулись на сцену в музыкальной программе Show Champion (MBC Music).
В середине 2014 года компания NOM анонсировала, что Ху не будет участвовать в деятельности NOM, и также в мероприятиях на Филиппинах. 4 сентября 2014 года они объявили в официальном фан-кафе, что Ху покинет группу, не назвав причин его ухода. Спустя два дня Ху опубликовал сообщение на своей странице в Facebook о том, что он покинул группу из-за различного музыкального вкуса и желания сосредоточиться на учёбе.
10 сентября NOM объявили в официальном фан-кафе, что снова поедут на Филиппины. 6 октября 2014 года они завершили свои филиппинские гастроли.

### 2016: Расформирование группы, Аин, Ёхан и Кей присоединяются к Top Secret
1 февраля 2016 года JM Star Entertainment объявило, что NOM расформирована. Тем временем лейбл готовился к дебюту новой мужской группы под названием 7stone. В тот же день была открыта страница их новой группы в Facebook. Бывшие участники Аин, Ёхан и Кей были замечены на фотосессии группы 7stone с новыми участниками. Группа дебютировала в 2017 году под названием Top Secret. Бывший участник Ху дебютировал в группе AFOS в конце 2016 года.

## Участники

### Прежде известный состав
- Аин (кор. 아인), настоящее имя Ким Аин (кор. 김아인), род. 15 февраля 1994 г. в Асане. После расформирования NOM участник группы Top Secret.
- Кей (кор. 케이, англ. K), наст. имя Ким Хёнин (кор. 김형인), род. 6 мая 1991 г. в Кванджу. После расформирования NOM участник группы Top Secret.
- Ёхан (кор. 요한), настоящее имя Ким Чжон Хван (кор. 김정환), род. 16 апреля 1992 г. в Ульсане. После расформирования NOM участник группы Top Secret.
- Юнсу (кор. 윤수), настоящее имя На Юнсу (кор. 나윤수).
- Тити (кор. 티티, англ. Tyty), настоящее имя Вирит Тинвизет.

### Бывшие участники
- Ху (кор. 후), настоящее имя Мин Чжон Ху (кор. 민정후), род. в Куми.
- Ёнги (кор. 용기), настоящее имя Пэ Чхунсок (кор. 배충석), род. в Тэджоне.

## Дискография

### Сингловые альбомы
Республика Корея
| № | Детали альбома                                            | Треклист                                                |
| - | --------------------------------------------------------- | ------------------------------------------------------- |
| 1 | 누난 예뻐 (Pretty Sister) - Дата выпуска: 4 сентября 2013 | 1. Intro 2. 누난 예뻐                                   |
| 2 | 너야 너 (You It You) - Дата выпуска: 4 апреля 2014        | 1. 너야 너 (You It You) 2. 너야 너 (You It You) (Inst.) |
| 3 | 웃기지마 (Kidding me) - Дата выпуска: 19 января 2015      | 1. 웃기지마 2. 웃기지마 (Inst.)                         |
| 4 | #ONLY U (For NEYB) - Дата выпуска: 13 июля 2015           | 1. #ONLY U (For NEYB) 2. #ONLY U (For NEYB) (Inst.)     |

Япония
| № | Детали альбома                                           | Треклист |
| - | -------------------------------------------------------- | --- |
| 1 | YOU it YOU ~キミだよキミ~ - Дата выпуска: 11 ноября 2015 | 1. YOU it YOU~キミだよキミ~ (Japanese ver.) 2. Pretty sister (Korean Ver.) 3. ONLY U (FOR NEYB) (Korean Ver.) 4. YOU it YOU~キミだよキミ~ (Inst.) 5. Pretty sister (Inst.) |